# Stig Inge Bjørnebye
Stig Inge Bjørnebye (Elverum, 11 december 1969) is een voormalig Noors voetballer, die speelde als verdediger. Hij beëindigde zijn actieve loopbaan in 2002 bij de Engelse club Blackburn Rovers, en stapte vervolgens het trainersvak in.

## Interlandcarrière
Bjørnebye speelde 76 interlands voor het Noors voetbalelftal in de periode 1989-2000. Onder leiding van bondscoach Ingvar Stadheim maakte hij zijn debuut op 31 mei 1989 in de vriendschappelijke thuiswedstrijd tegen Oostenrijk (4-1). Bjørnebye nam met zijn vaderland deel aan de WK-eindrondes van 1994 (Verenigde Staten) en 1998 (Frankrijk).

## Erelijst
Rosenborg BK
- Landskampioen

1992, 1994
- Beker van Noorwegen

1992
 Liverpool
- Football League Cup

1995
 Blackburn Rovers
- Football League Cup

2002